# (8923) Yamakawa
Pour les articles homonymes, voir Yamakawa.
(8923) Yamakawa est un astéroïde de la ceinture principale.

## Description
(8923) Yamakawa est un astéroïde de la ceinture principale. Il fut découvert le 30 novembre 1996 à Ōizumi par Takao Kobayashi. Il présente une orbite caractérisée par un demi-grand axe de 2,42 UA, une excentricité de 0,14 et une inclinaison de 1,6° par rapport à l'écliptique.

## Compléments